# Abdullah ibn Abd al-Muttalib
Abdullah ibn Abd al-Muttalib (/æbˈdʊlə/; în arabă عَبْد ٱللَّٰه ٱبْن عَبْد ٱلْمُطَّلِب : عَبْد ٱللَّٰه ٱبْن عَبْد ٱلْمُطَّلْمُطَّلّلَّٰه ʿAbd Allah ibn ʿAbd al-Muṭṭalib

; c. 546–570) a fost tatăl profetului islamic Mahomed.  Era fiul lui Abd al-Muttalib ibn Hashim și al lui Fatima bint Amr din clanul Makhzum.
A fost căsătorit cu Āminah bint Wahb. Mahomed a fost singurul lor urmaș.